# Kabinet-Brundtland III
Het kabinet–Brundtland III was de regering van het Koninkrijk Noorwegen van 3 november 1990 tot 25 oktober 1996. Het kabinet werd gevormd door de politieke partij Arbeiderpartiet (Ap) na de het aftreden van het vorige kabinet waarna partijleider en oud-premier Gro Harlem Brundtland van de Arbeiderpartiet werd benoemd voor een derde termijn als premier. Na de parlementsverkiezingen van 1993 werd het kabinet voortgezet met enkele wijzigingen.

## Kabinet–Brundtland III (1990–1996)
| Ambtsbekleder                     | Ambtsbekleder         | Ambtsbekleder                    | Functie                                   | Ambtstermijn     | Ambtstermijn     | Partij     |
| --------------------------------- | --------------------- | -------------------------------- | ----------------------------------------- | ---------------- | ---------------- | ---------- |
|                                   | Gro Harlem Brundtland | Gro Harlem Brundtland (1939)     | Premier                                   | 3 november 1990  | 25 oktober 1996  | Ap         |
|                                   | Thorvald Stoltenberg  | Thorvald Stoltenberg (1931–2018) | Minister van Buitenlandse Zaken           | 3 november 1990  | 3 april 1993     | Ap         |
|                                   | Johan Jørgen Holst    | Johan Jørgen Holst (1937–1994)   | Minister van Buitenlandse Zaken           | 3 april 1993     | 13 januari 1994  | Ap         |
|                                   |                       |                                  | Minister van Buitenlandse Zaken           | Vacant           |                  |            |
|                                   | Bjørn Tore Godal      | Bjørn Tore Godal (1945)          | Minister van Buitenlandse Zaken           | 24 januari 1994  | 17 oktober 1997  | Ap         |
|                                   | Sigbjørn Johnsen      | Sigbjørn Johnsen (1950)          | Minister van Financiën                    | 3 november 1990  | 25 oktober 1996  | Ap         |
|                                   |                       | Kari Gjesteby (1947)             | Minister van Justitie                     | 3 november 1990  | 4 september 1992 | Ap         |
|                                   | Grete Faremo          | Grete Faremo (1955)              | Minister van Justitie                     | 4 september 1992 | 25 oktober 1996  | Ap         |
|                                   |                       | Ole Knapp (1931–2015)            | Minister van Economische Zaken            | 3 november 1990  | 4 september 1992 | Ap         |
|                                   |                       | Finn Kristensen (1936)           | Minister van Economische Zaken            | 4 september 1992 | 7 oktober 1993   | Ap         |
|                                   | Jens Stoltenberg      | Jens Stoltenberg (1959)          | Minister van Economische Zaken            | 7 oktober 1993   | 25 oktober 1996  | Ap         |
|                                   |                       | Eldrid Nordbø (1942)             | Minister van Handel                       | 3 november 1990  | 15 november 1991 | Ap         |
|                                   | Bjørn Tore Godal      | Bjørn Tore Godal (1945)          | Minister van Handel                       | 15 november 1991 | 24 januari 1994  | Ap         |
|                                   |                       | Grete Knudsen (1940)             | Minister van Handel                       | 24 januari 1994  | 25 oktober 1996  | Ap         |
|                                   | Johan Jørgen Holst    | Johan Jørgen Holst (1937–1994)   | Minister van Defensie                     | 3 november 1990  | 3 april 1993     | Ap         |
|                                   | Jørgen Kosmo          | Jørgen Kosmo (1947–2017)         | Minister van Defensie                     | 3 april 1993     | 17 oktober 1997  | Ap         |
|                                   | Werner Christie       | Werner Christie (1949)           | Minister van Volksgezondheid              | 4 september 1992 | 22 december 1995 | Ap         |
|                                   | Gudmund Hernes        | Gudmund Hernes (1941)            | Minister van Volksgezondheid              | 22 december 1995 | 17 oktober 1997  | Ap         |
|                                   |                       | Tove Veierød (1940)              | Minister van Sociale Zaken                | 3 november 1990  | 4 september 1992 | Ap         |
|                                   |                       | Grete Knudsen (1940)             | Minister van Sociale Zaken                | 4 september 1992 | 24 januari 1994  | Ap         |
|                                   | Hill-Marta Solberg    | Hill-Marta Solberg (1951)        | Minister van Sociale Zaken                | 24 januari 1994  | 17 oktober 1997  | Ap         |
|                                   | Gudmund Hernes        | Gudmund Hernes (1941)            | Minister van Onderwijs                    | 3 november 1990  | 22 december 1995 | Ap         |
|                                   | Reidar Sandal         | Reidar Sandal (1949)             | Minister van Onderwijs                    | 22 december 1995 | 17 oktober 1997  | Ap         |
|                                   | Kjell Opseth          | Kjell Opseth (1936–2017)         | Minister van Transport                    | 3 november 1990  | 25 oktober 1996  | Ap         |
|                                   |                       | Kjell Borgen (1939–1996)         | Minister van Regionale Zaken              | 3 november 1990  | 4 september 1992 | Ap         |
| Minister voor Noorse Samenwerking |                       | Kjell Borgen (1939–1996)         |                                           | 3 november 1990  | 4 september 1992 | Ap         |
|                                   | Gunnar Berge          | Gunnar Berge (1940)              | Minister van Regionale Zaken              | 4 september 1992 | 25 oktober 1996  | Ap         |
| Minister voor Noorse Samenwerking | Gunnar Berge          | Gunnar Berge (1940)              |                                           | 4 september 1992 | 25 oktober 1996  | Ap         |
|                                   |                       | Gunhild Elise Øyangen (1947)     | Minister van Landbouw                     | 3 november 1990  | 25 oktober 1996  | Ap         |
|                                   |                       | Oddrunn Pettersen (1937–2002)    | Minister van Visserij                     | 3 november 1990  | 4 september 1992 | Ap         |
|                                   | Jan Henry Olsen       | Jan Henry Olsen (1956–2018)      | Minister van Visserij                     | 4 september 1992 | 25 oktober 1996  | Ap         |
|                                   | Thorbjørn Berntsen    | Thorbjørn Berntsen (1935)        | Minister van Milieu en Klimaat            | 3 november 1990  | 17 oktober 1997  | Ap         |
|                                   |                       | Finn Kristensen (1936)           | Minister van Olie en Energie              | 3 november 1990  | 31 december 1992 | Ap         |
|                                   | Åse Kleveland         | Åse Kleveland (1949)             | Minister van Cultuur                      | 3 november 1990  | 25 oktober 1996  | Ap         |
| Ministers zonder portefeuille     |                       |                                  |                                           |                  |                  |            |
| Ambtsbekleder                     | Ambtsbekleder         | Ambtsbekleder                    | Functie(s)                                | Ambtstermijn     | Ambtstermijn     | Partij(en) |
|                                   | Tove Strand           | Tove Strand (1946)               | Minister voor Administratieve Zaken       | 3 november 1990  | 4 September 1992 | Ap         |
| Minister voor Arbeid              | Tove Strand           | Tove Strand (1946)               |                                           | 3 november 1990  | 4 September 1992 | Ap         |
|                                   | Oddny Aleksandersen   | Oddny Aleksandersen (1942)       | Minister voor Administratieve Zaken       | 4 September 1992 | 7 oktober 1993   | Ap         |
| Minister voor Arbeid              | Oddny Aleksandersen   | Oddny Aleksandersen (1942)       |                                           | 4 September 1992 | 7 oktober 1993   | Ap         |
|                                   |                       | Nils Olav Totland (1935)         | Minister voor Administratieve Zaken       | 7 oktober 1993   | 25 oktober 1996  | Ap         |
| Minister voor Arbeid              |                       | Nils Olav Totland (1935)         |                                           | 7 oktober 1993   | 25 oktober 1996  | Ap         |
|                                   | Grete Faremo          | Grete Faremo (1955)              | Minister voor Ontwikkelings- samenwerking | 3 november 1990  | 4 september 1992 | Ap         |
|                                   |                       | Kari Nordheim- Larsen (1948)     | Minister voor Ontwikkelings- samenwerking | 4 september 1992 | 17 oktober 1997  | Ap         |
|                                   |                       | Matz Sandman (1948)              | Minister voor Jeugd en Gezin              | 3 november 1990  | 15 november 1991 | Ap         |
|                                   | Grete Berget          | Grete Berget (1954–2017)         | Minister voor Jeugd en Gezin              | 15 november 1991 | 25 oktober 1996  | Ap         |

Gerhardsen I ·
Gerhardsen II ·
Torp ·
Gerhardsen III ·
Lyng ·
Gerhardsen IV ·
Borten ·
Bratteli I ·
Korvald ·
Bratteli II ·
Nordli ·
Brundtland I ·
Willoch I ·
Willoch II ·
Brundtland II ·
Syse ·
Brundtland III ·
Jagland ·
Bondevik I ·
Stoltenberg I ·
Bondevik II ·
Stoltenberg II ·
Solberg ·
Støre